# Ковальчук Олександр Володимирович (політик)
Олександр Володимирович Ковальчук (5 лютого 1974 , Новоград-Волинський, Житомирська область ) — український громадський діяч, політик. Нардеп IX скл. Заступник голови Комітету ВРУ з питань фінансів, податкової та митної політики. Член політичної ради партії «Слуга Народу». Співзасновник БФ «Україна для героїв». Ініціатор проєкту «АртАрмор».
Голова правління, співзасновник ГО «Платформа взаємодій "Простір"» (2016—2019).

## Освіта
- 1991—1995 — Львівська комерційна академія, спеціальність «Економіка та фінанси» (м. Львів)[9].
- 1998—1999 — навчально-практичний курс в галузі сільського господарства MAST International Programm в Університеті Міннесоти (м. Міннеаполіс, США)[9].
- 2000—2002 — Cuyahoga Community College[en], спеціальність «Іноземні мови та соціальна сфера» (м. Клівленд, США)[9].

## Кар'єра
- 1995—1997 — директор Ярунського торговельно-комерційного об'єднання Новоград-Волинського району «Укропспілки» в Житомирській області[10].
- 1999—2007 — робота в компаніях ІТ та ПК напрямку на території США: ADAMANT Computers Inc, Target-USA Inc, Azatek Services LLC[10].
- 2007—2010 — виконавчий директор ЗАТ «РЕНОМЕ» (м. Рівне)[10].
- 2010—2011 — директор департаменту економіки та фінансів Державного комітету матеріальних резервів України, директор ДП «Укррезерв» (м. Київ)[10].
- З 2011 — заступник директора з розвитку Групи компаній «КРАТОС»: СГП «імені Воловікова», ЗАТ «РівнеБорошно», ТМ «Рум'янець» (м. Рівне)[10].
- З 2016—2019 — співзасновник, голова правління ГО "Платформа взаємодій «Простір»[10].
- 3 2022 — співзасновник БФ «Україна для героїв»[6][11].

## Громадсько-політична діяльність
Учасник робочої групи з питань інвестицій та економічного розвитку Рівненщини. Уповноважений представник Конгресу ініціатив Східної Європи (КІСЄ).
Член правління Агенції «ІнвестІнРівне».
Експерт в групі розробників «Стратегії розвитку Рівненської області на період до 2020 року».
Ковальчук є ініціатором проєкту «Рівненський аеропорт — наше європейське майбутнє».
У 2015 році — кандидат у депутати Рівненської обласної ради від БПП.
Кандидат у народні депутати від партії «Слуга народу» на парламентських виборах у 2019 році (виборчий округ № 152, м. Рівне). На час виборів: голова правління ГО "Платформа взаємодій «Простір», проживає в місті Рівному. Безпартійний.
У грудні 2019 року кандидат від Слуги народу Олександр Ковальчук став «Миколаєм» для одного із вихованців Бердичівської спеціалізованої школи-інтернату Українського фонду «Сила Добра» та подарував одному із вихованців те, що той просив у своєму листі до святого Миколая, також він запросив на святкування дня Миколая дітей воїнів АТО та Героїв Небесної Сотні з Рівненщини.
Член партії «Слуга народу». Член політичної ради партії.

## Особисте життя
Має чотирьох дітей.
Кандидат у майстри спорту з греко-римської боротьби.